# Klyvstjärtad drongogök
Klyvstjärtad drongogök (Surniculus dicruroides) är en asiatisk fågel i familjen gökar med omstridd systematik.

## Utseende och läte
Tvärtstjärtad drongogök är en glansigt helsvart, relativt liten (25 cm) gök med vitbandade undre stjärttäckare. Näbben är tunn och nedåtböjd. Ungfågeln är vitfläckad. Lätet består av en upprepad stigande serie visslingar som avbryts plötsligt.
Arten är mycket lik nära släktingen klykstjärtad drongogök (S. lugubris). Den skiljer sig dock genom just kluven stjärt, men även tunnare näbb och kortare handpenneprojektion.

## Utbredning och systematik
Klyvstjärtad drongogök delas numera upp i två underarter med följande utbredning:
- Surniculus dicruroides dicruroides – Himalaya och Indiska subkontinenten
- Surniculus dicruroides stewarti – Sri Lanka

Tidigare inkluderades även taxonet barussarum med utbredning i nordöstra Indien, norra Myanmar, norra Thailand, norra Indokina och sydöstra Kina, inklusive Hainan. Denna förs numera vanligen till tvärstjärtad drongogök (S. lugubris).
Arten behandlades tidigare som underart till S. lugubris, som nu urskiljs som tvärstjärtad drongogök, tillsammans med filippindrongogök och moluckdrongogök. Vissa gör det fortfarande.

## Status och hot
Arten har ett stort utbredningsområde och en stor population, men tros minska i antal, dock inte tillräckligt kraftigt för att den ska betraktas som hotad. Internationella naturvårdsunionen IUCN kategoriserar därför arten som livskraftig (LC).